# دوربوزه
دوربوزه (به لهستانی:  Dorbozy) یک روستا در لهستان است که در گمینا اوبشا واقع شده‌است. دوربوزه ۱۹۸ نفر جمعیت دارد.